# Fouvent-Saint-Andoche
Fouvent-Saint-Andoche est une commune française située dans le département de la Haute-Saône, la région culturelle et historique de Franche-Comté et la région administrative Bourgogne-Franche-Comté.

## Géographie

### Hydrographie
Le Vannon, un petit affluent de rive droite de la Saône, y prend sa source.

### Climat
Pour des articles plus généraux, voir Climat de la Bourgogne-Franche-Comté et Climat de la Haute-Saône.
En 2010, le climat de la commune est de type climat des marges montargnardes, selon une étude du Centre national de la recherche scientifique s'appuyant sur une série de données couvrant la période 1971-2000. En 2020, Météo-France publie une typologie des climats de la France métropolitaine dans laquelle la commune est dans une zone de transition entre le climat océanique altéré et le climat océanique altéré et est dans la région climatique  Lorraine, plateau de Langres, Morvan, caractérisée par un hiver rude (1,5 °C), des vents modérés et des brouillards fréquents en automne et hiver. 
Pour la période 1971-2000, la température annuelle moyenne est de 10,2 °C, avec une amplitude thermique annuelle de 17,1 °C. Le cumul annuel moyen de précipitations est de 932 mm, avec 12,7 jours de précipitations en janvier et 9,3 jours en juillet. Pour la période 1991-2020, la température moyenne annuelle observée sur la station météorologique de Météo-France la plus proche, « La Quarte », sur la commune de La Quarte à 15 km à vol d'oiseau, est de 10,4 °C et le cumul annuel moyen de précipitations est de 1 026,0 mm. 
La température maximale relevée sur cette station est de 39 °C, atteinte le 25 juillet 2019 ; la température minimale est de −18 °C, atteinte le 20 décembre 2009,,. 
Les paramètres climatiques de la commune ont été estimés pour le milieu du siècle (2041-2070) selon différents scénarios d'émission de gaz à effet de serre à partir des nouvelles projections climatiques de référence DRIAS-2020. Ils sont consultables sur un site dédié publié par Météo-France en novembre 2022.

## Urbanisme

### Typologie
Au 1er janvier 2024, Fouvent-Saint-Andoche est catégorisée commune rurale à habitat dispersé, selon la nouvelle grille communale de densité à sept niveaux définie par l'Insee en 2022.
Elle est située hors unité urbaine et hors attraction des villes,.

### Occupation des sols
L'occupation des sols de la commune, telle qu'elle ressort de la base de données européenne d’occupation biophysique des sols Corine Land Cover (CLC), est marquée par l'importance des territoires agricoles (62,4 % en 2018), une proportion sensiblement équivalente à celle de 1990 (62,3 %). La répartition détaillée en 2018 est la suivante : 
terres arables (46,9 %), forêts (36,5 %), prairies (13,2 %), zones agricoles hétérogènes (2,3 %), zones urbanisées (1,2 %). L'évolution de l’occupation des sols de la commune et de ses infrastructures peut être observée sur les différentes représentations cartographiques du territoire : la carte de Cassini (XVIIIe siècle), la carte d'état-major (1820-1866) et les cartes ou photos aériennes de l'IGN pour la période actuelle (1950 à aujourd'hui).

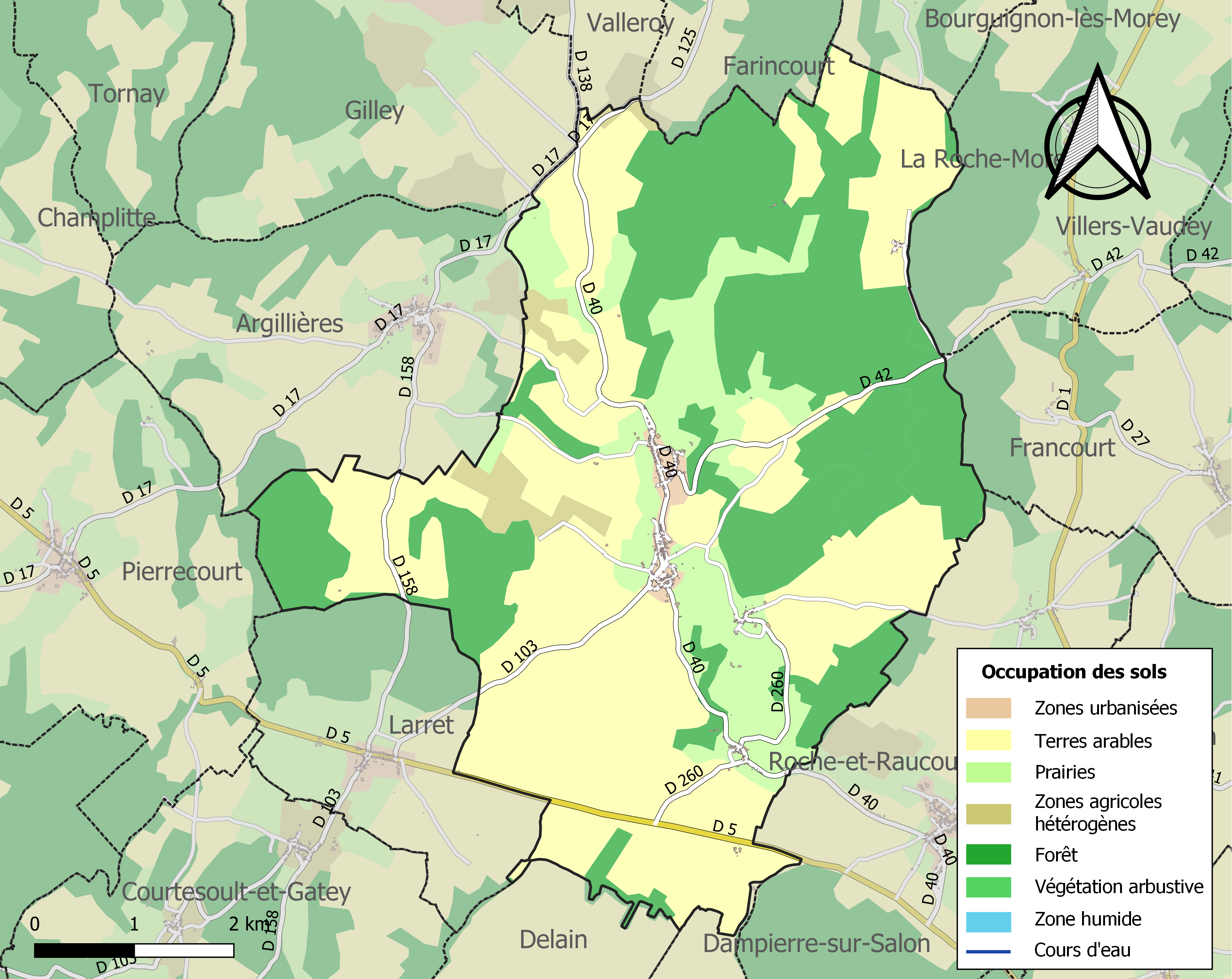
Carte des infrastructures et de l'occupation des sols de la commune en 2018 (CLC).

## Histoire
Très ancienne seigneurie citée dès 990 comme l'une des capitales de l'Atuyer (un pagus bourguignon).
Cinq familles se sont succédé sur la seigneurie jusqu'à la Révolution : Fouvent, Vergy, Choiseul, Fontenay et la Tour du Pin.
Possédait des foires fameuses et une mesure propre pour les grains.
Fouvent-le-Bas (alors Fouvent-la-Ville) a été un éphémère chef-lieu de canton à la Révolution, de 1793 à 1801.
Fouvent-le-Haut, qui  fut le siège d'un office notarial jusqu'à la fin du XIXe siècle, a absorbé entre 1795 et 1800 la commune de Trecourt.  En 1973, elle absorbe  Saint-Andoche et Fouvent-le-Bas, et devient l'actuelle Fouvent-Saint-Andoche.
Le nom saint Andoche est associé à un martyr bourguignon chrétien du IIe siècle.

## Politique et administration

### Rattachements administratifs et électoraux
La commune fait partie de l'arrondissement de Vesoul du département de la Haute-Saône, en région Bourgogne-Franche-Comté. Pour l'élection des députés, elle dépend de la première circonscription de la Haute-Saône.
Elle faisait partie depuis 1801 du canton de Champlitte. Dans le cadre du redécoupage cantonal de 2014 en France, la commune fait désormais partie du canton de Dampierre-sur-Salon.

### Intercommunalité
La commune fait partie de la communauté de communes des Quatre Rivières, intercommunalité créée en 1996.

### Liste des maires
| Période       | Période                         | Identité           | Étiquette | Qualité                        |
| ------------- | ------------------------------- | ------------------ | --------- | ------------------------------ |
| avant 1981    | ?                               | André Voisin       | DVG       |                                |
|               |                                 | Marcelle Gauthier  |           |                                |
| mars 2001     | novembre 2003                   | Claudine Thabourey |           |                                |
| novembre 2003 | juin 2020                       | Jacques Keller     |           | Réélu pour le mandat 2014-2020 |
| juin 2020     | En cours (au 20 septembre 2022) | Alain Aubry        |           |                                |

## Démographie
L'évolution du nombre d'habitants est connue à travers les recensements de la population effectués dans la commune depuis 1793. Pour les communes de moins de 10 000 habitants, une enquête de recensement portant sur toute la population est réalisée tous les cinq ans, les populations de référence des années intermédiaires étant quant à elles estimées par interpolation ou extrapolation. Pour la commune, le premier recensement exhaustif entrant dans le cadre du nouveau dispositif a été réalisé en 2007.

En 2022, la commune comptait 201 habitants, en évolution de −9,05 % par rapport à 2016 (Haute-Saône : −1,4 %, France hors Mayotte : +2,11 %).
| 1793 | 1800 | 1806 | 1821 | 1831 | 1836 | 1841 | 1846 | 1851 |
| ---- | ---- | ---- | ---- | ---- | ---- | ---- | ---- | ---- |
| 400  | 442  | 512  | 460  | 469  | 490  | 512  | 505  | 547  |

| 1856 | 1861 | 1866 | 1872 | 1876 | 1881 | 1886 | 1891 | 1896 |
| ---- | ---- | ---- | ---- | ---- | ---- | ---- | ---- | ---- |
| 514  | 498  | 491  | 462  | 447  | 409  | 378  | 340  | 322  |

| 1901 | 1906 | 1911 | 1921 | 1926 | 1931 | 1936 | 1946 | 1954 |
| ---- | ---- | ---- | ---- | ---- | ---- | ---- | ---- | ---- |
| 321  | 276  | 248  | 206  | 210  | 209  | 174  | 195  | 175  |

| 1962 | 1968 | 1975 | 1982 | 1990 | 1999 | 2006 | 2007 | 2012 |
| ---- | ---- | ---- | ---- | ---- | ---- | ---- | ---- | ---- |
| 136  | 120  | 335  | 339  | 259  | 258  | 246  | 244  | 236  |

| 2017 | 2022 | - | - | - | - | - | - | - |
| ---- | ---- | - | - | - | - | - | - | - |
| 214  | 201  | - | - | - | - | - | - | - |

## Culture locale et patrimoine

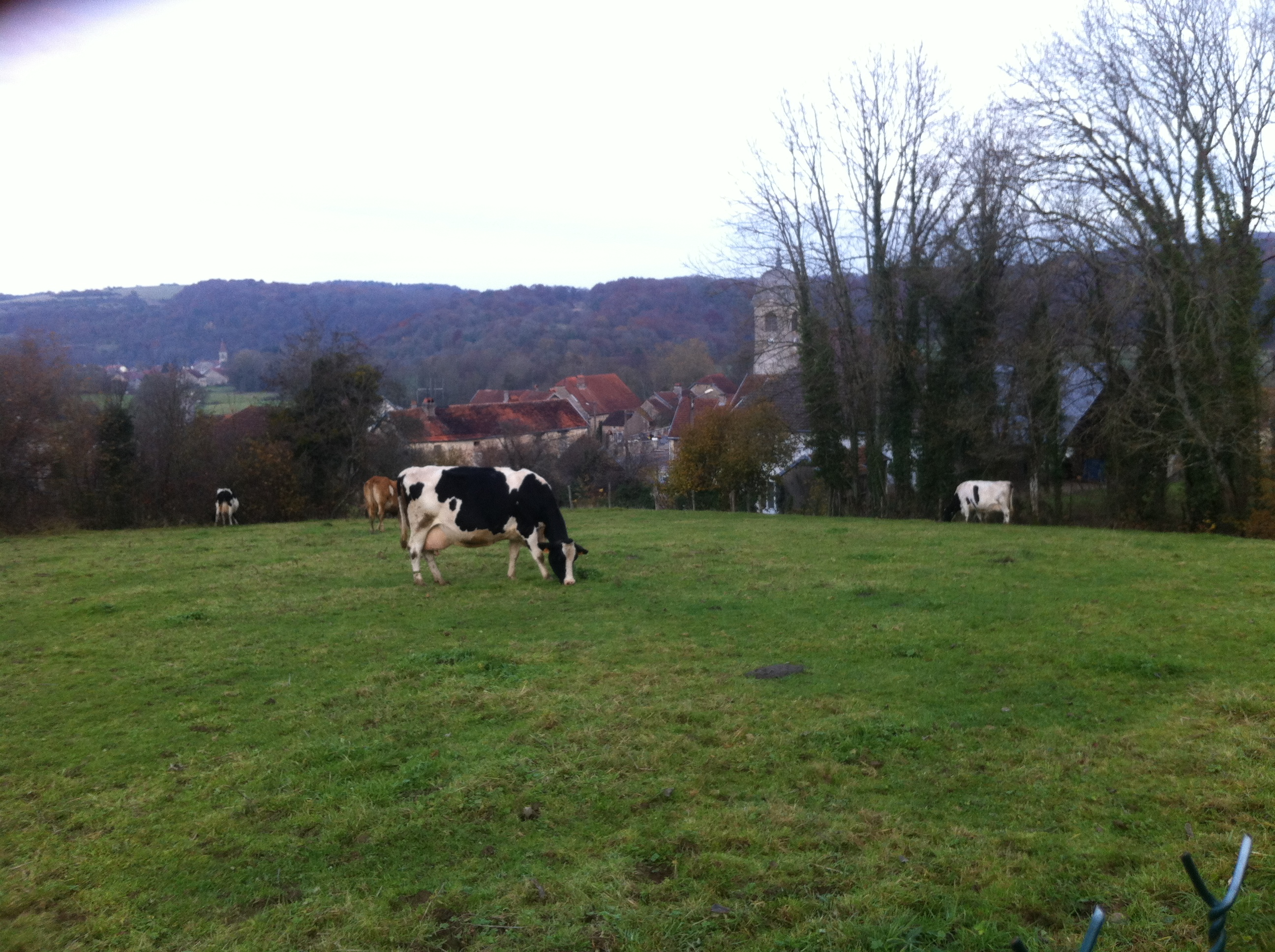
Le village de Fouvent-le-Haut, vue sur l'Eglise de l'Assomption.

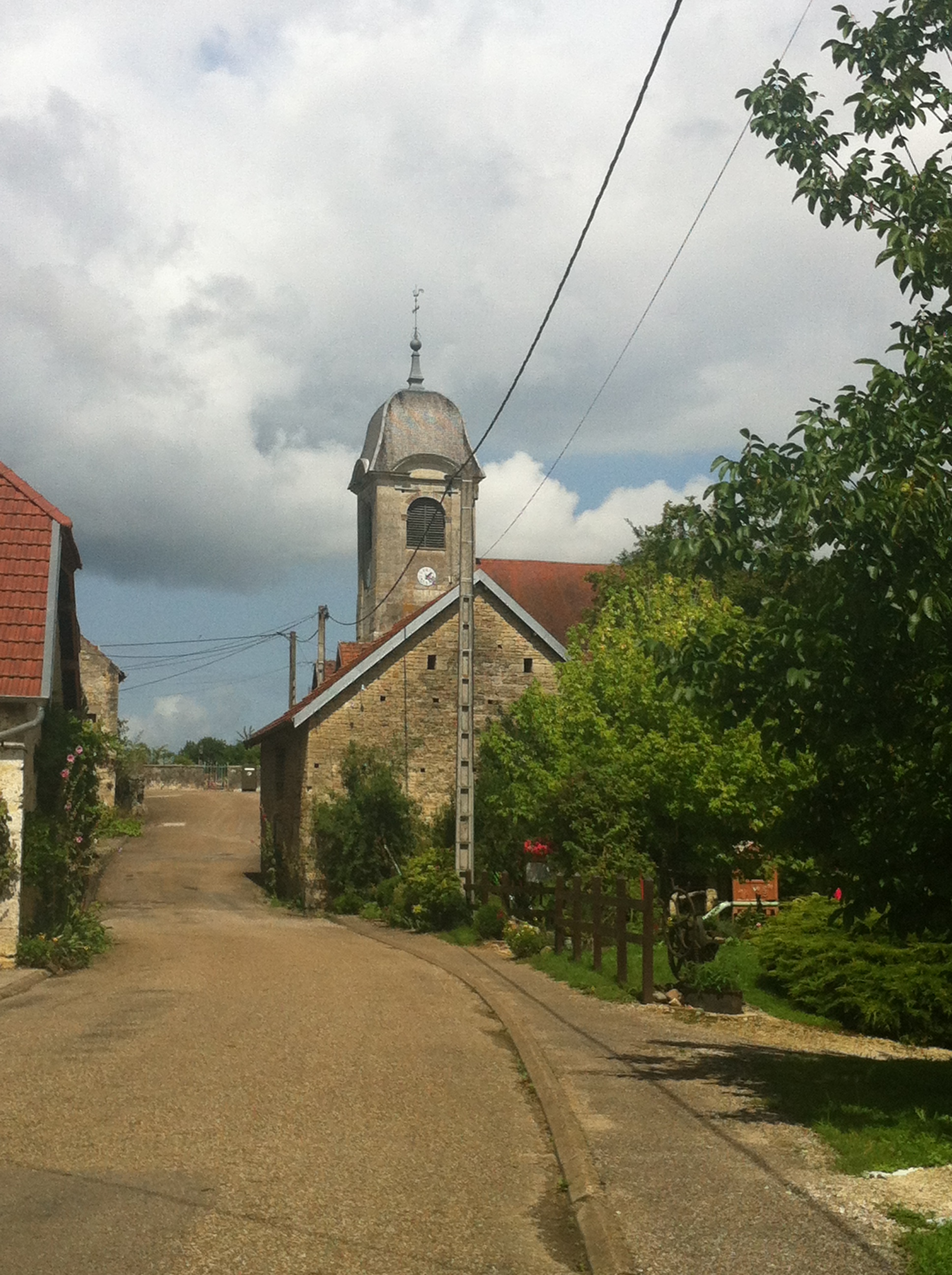
L'Eglise de Fouvent-le-Haut.

### Lieux et monuments
- L'Église de l'Assomption de Fouvent-le-Haut (XVIIIe)[20], construite par Claude Nicolas Ledoux à qui l'on doit la saline royale d'Arc-et-Senans.
- Le Lavoir du XIXe siècle sur la fontaine du hameau des Essarts[21]
- Le Château de la Colombière
- Abri Cuvier, grotte karstique paléontologique et archéologique ayant joué un rôle important dans l'histoire de la paléontologie du Quaternaire

### Héraldique
La famille de Fouvent portait pour armes : « De gueules à cinq trangles d'or, les deux premières brisées d'un croissant d'azur ».